# Michael Golomb
Michael Golomb (Munique, 3 de maio de 1909 – 9 de abril de 2008) foi um matemático estadunidense, professor da Universidade de Purdue durante mais de meio século.
Obteve um doutorado em 1933 na Universidade de Berlim, com a tese Zur Theorie der Nichtlinearen Integralgleichungen, Integralgleichungssystemen und Allgemeinen Funktionalgleichungen, orientado por Erhard Schmidt e Adolf Hammerstein. Contudo, como judeu, teve de fugir da Alemanha pouco depois, a fim de escapar da perseguição nazista. Após curto período em Zagreb na antiga Iugoslávia, Michael Golomb desembarcou nos Estados Unidos em 1939, quando começou a trabalhar com matemática aplicada. Foi um dos primeiros matemáticos a aplicar espaços vetoriais normados em análise numérica. Lecionou matemática na Universidade de Purdue de 1942 até aposentar-se em 1975. Continuou a leckionar como professor emérito.
Michael Golomb foi homenageado em 1998 em Berlim durante a apresentação especial Terror and Exile: Persecuted and expelled Berlin mathematicians in the time of the Nazi regime. A exposição foi organizada pela cidade de Berlim, coincidindo com o Congresso Internacional de Matemáticos.